# San Fernando de Henares
San Fernando de Henares là một đô thị trong Cộng đồng Madrid, Tây Ban Nha. Đô thị này có diện tích 39,29 km², dân số theo điều tra năm 2010 của Viện thống kê quốc gia Tây Ban Nha là 41.384 người. Đô thị này nằm ở khu vực có độ cao  580 mét trên mực nước biển. Cự ly so với trung tâm Madrid là 15 km.